# Алдерано I Чибо-Маласпина
Алдерано I Чибо-Маласпина (на италиански: Alderano I Cybo-Malaspina; * 22 юли 1690, Маса, Херцогство Маса и Княжество Карара; † 18 август 1731, Рим, Папска държава) от рода Чибо-Маласпина, е 4-ти херцог на Маса и княз на Карара (1715 – 1731), принц на Свещената Римска империя, 6-и херцог на Ферентило (1603 – 1730), 5-и херцог на Аджело, пфалцграф на Латеран, граф на Ферентило (1590 – 1603), барон на Падули, суверенен господар на Монета и Авенца, господар на Лаго, Лагитело, Сера и Терати, римски барон, римски патриций, генуезки патриций, патриций на Пиза и на Флоренция, неаполитански патриций, благородник на Витербо. 
Той е последният мъжки суверен от фамилията. Неговата дъщеря и наследничка Мария Тереза е последният суверен на Маса и Карара от фамилията.

## Произход
Той е син на Карло II Чибо-Маласпина (* 1631, † 1710), херцог на Маса и княз на Карара, и на Тереза Памфили. Негови дядо и баба по бащина линия са Алберико II Чибо-Маласпина, херцог на Маса и княз на Карара, и Фулвия Пико дела Мирандола, а по майчина – Камило Памфили, княз на Сан Мартино и херцог на Карпинето, племенник на папа Инокентий, и Олимпия Алдобрандини. Има трима братя и шест сестри:
- Алберико III (* 1674, † 1715), херцог на Маса и княз на Карара, съпруг на Николета Клотилда Грило
- Фулвия (* 1675, † 1677)
- Олимпия Мария (* 1676, † 1751), монахиня кларисинка в манастира „Санта Киара“ в Маса
- Мария Мадалена Иноченца (* 1677, † 1678)
- Фулвия Мария (* 1679, † 1753), монахиня кларисинка в манастира „Санта Киара“ в Маса
- Камило (* 1681, † 1743), херцог на Ферентило (1715 – 1730), херцог на Айело и барон на Падули (1715), кардинал (от 1729), патриах на Константинопол (1718), Велик приор на Рим на Ордена на Свети Йоан от Малата (1730-1731)
- Мария Магдалена (* 1683, † 1765), монахиня кларисинка в манастира „Санта Киара“ в Маса
- Витория Тереза (* 1684, † 1739), монахиня кларисинка в манастира „Санта Киара“ в Маса
- Алдерано Джакомо (* 1686, † 1687)

Има и една полусестра от извънбрачна връзка на баща си.

## Биография
Със споразумение, подписано в Монтефиасконе на 2 декември 1715 г. и ратифицирано в Рим на следващата година, той оставя като апанаж на брат си Камило феодите и алодиалните имоти, намиращи се в Кралство Неапол и в Папската държава.
Жени в Милано на 29 април 1715 г. за Ричарда Гонзага ди Новелара е Баньоло, братовчедка на баща му по майчина линия.
Без мъжки братя или братовчеди (освен брат му кардинал Камило, починал през 1743 г.), способни да го наследят, законни или не, той прекарва първите десет години от брачния си живот като суверен, потиснат от призрака на изчезването на династията и разчленяването на държавата. В Рим принц Джузепе Лотарио Конти, херцог на Поли, по-голям брат на папа Инокентий XIII, моли Светия престол за закупуването на Херцогство Маса, но неговият брат папата му отказва.
Най-накрая през 1725 г. се ражда първата му дъщеря, след която се раждат още две в бърза последователност: херцог Алдерано, десетото от единадесет деца и чийто баща може да се похвали с дванадесет братя и сестри, изглежда се оказва плодовит като своите предци, но той умира внезапно през 1731 г. на 41-годишна възраст като последен мъжки владетел на Чибо-Маласпина.

## Брак и потомство
∞ 29 април 1715 в Милано за Ричарда Гонзага ди Новелара е Баньоло (* 22 февруари 1698, 24 ноември 1768), дъщеря на Камило III Гонзага, граф на Новелара, и на принцеса Матилда д'Есте от Княжество Сан Мартино ин Рио, принцеса на Модена и Реджо. Те имат три дъщери:
- Мария Терезa Франческа Чибо-Маласпина (* 29 юни 1725, † 25 декември 1790), херцогиня на Маса и княгиня на Карара, херцогиня на Айело и баронеса на Падули (12 януари 1743), и чрез брак херцогиня на Модена и Реджо (1780 – 1790); ∞ 1. 10 ноември 1734 в Маса чрез представител за Еудженио Джовани Франческо Савойски (* 1714, † 1734), граф на Соасон, херцог на Тропо. Двойката не се вижда, юридически никога не са били женени. 2. 16 април 1741 в Маса за Ерколе III д’Есте (* 1727, † 1803), херцог на Модена и Реджо, от когото има син и дъщеря
- Мария Анна Матилда Чибо-Маласпина (* 10 април 1726 в Маса; † декември 1797 в Рим), ∞ 1748 за Орацио Албани (* 1717 в Рим, † 1792 пак там), 2-ри княз на Сориано ал Чимино, патриций на Урбино и Генуа, племенник на папа Климент XI
- Мария Камила Чибо-Маласпина (* 29 април 1728 в Маса; † юни 1760 в Неапол), ∞ 1755 Рестайно Джоакино ди Токо Кантелмо Стюарт, херцог на Пополи, 5-и принц на Петорано и Монтемилето, титулярен княз на Ахая, херцог на Апиче и Сичиняно, маркиз на Монтефалчоне, Манокалцати и Сера, граф на Монтеаперто, господар на Рефранкоре, испански гранд